# دی‌آزین
دی‌آزین‌ها گروهی از ترکیبات آلی با فرمول مولکولی C۴H۴N۲ هستند. هر یک شامل یک حلقه بنزن است که در آن دو قطعه C-H با یک اتم نیتروژن جایگزین شده‌است. سه ایزومر برای این ترکیبات وجود دارد:
- پیریدازین (۲٬۱-دیازین)
- پیریمیدین (۳٬۱-دیازین)
- پیرازین (۴٬۱-دیازین)

## همچنین ببینید
- حلقه ۶ عضوی با یک اتم نیتروژن: پیریدین‌ها
- حلقه ۶ عضوی با سه اتم نیتروژن: تریازین‌ها
- حلقه ۶ عضوی با چهار اتم نیتروژن: تترازین‌ها
- حلقه ۶ عضوی با پنج اتم نیتروژن: پنتازین‌ها
- حلقه ۶ عضوی با شش اتم نیتروژن: هگزازین‌ها